# John G. Roberts
John G. Roberts (Buffalo, 1955. január 27. – )  az Amerikai Egyesült Államok Legfelsőbb Bíróságának főbírója.

## Pályafutása
Roberts 1976-ban végezte el a Harvard College-ot, majd 1979-ben Juris Doctor fokozatot szerzett a Harvard Egyetem jogi karán. Ezután 1979-80-ban Henry J. Friendly bíró asszisztense volt a New York-i fellebbviteli bíróságon, majd William H. Rehnquist, a legfelsőbb bíróság későbbi főbírója asszisztense volt 1980-tól egy évig. 
Ronald Reagan hatalomra kerülése után az Igazságügyminisztériumban dolgozott két évig, majd a Fehér Ház jogi osztályára került 1982-től 1986-ig. Ezután 1989-ig ügyvédként dolgozott, majd az első Bush-kormányzat idején ismét az Igazságügyminisztériumban volt magas rangú tisztviselő. 1993-tól 2003-ig visszatért az ügyvédi munkához. 
2003-ban a washingtoni fellebbviteli bíróság bírája, majd 2005-től a Legfelsőbb Bíróság főbírója lett.
Roberts 1996 óta házas. Felesége Jane Marie Sullivan. Két gyermekük van: Josephine és John.